# Джо Думарс
Джо Думарс III (англ. Joe Dumars III, нар. 24 травня 1963, Шривпорт, Луїзіана, США) — американський професіональний баскетболіст, що грав на позиції атакувального захисника за команду НБА «Детройт Пістонс», яка навіки закріпила за ним ігровий №4. Гравець національної збірної США. Дворазовий чемпіон НБА. Президент баскетбольних операцій «Детройт Пістонс» з 2000 по 2014 рік.
2006 року введений до Баскетбольної Зали слави (як гравець).

## Ігрова кар'єра
На університетському рівні грав за команду Макніз Стейт (1981–1985). 
1985 року був обраний у першому раунді драфту НБА під загальним 18-м номером командою «Детройт Пістонс». Професійну кар'єру розпочав 1985 року виступами за тих же «Детройт Пістонс», захищав кольори команди з Детройта протягом усієї історії виступів у НБА, яка налічувала 14 сезонів. Двічі ставав чемпіоном НБА 1989 та 1990 року, а 1989 ще і визнавався Найціннішим гравцем Фіналу НБА.
Протягом своєї кар'єри шість разів був учасником Матчів усіх зірок НБА. Він також став першим гравцем в історії, який отримав Приз за спортивну поведінку НБА.
1994 року став чемпіоном світу у складі збірної США.
2000 року відбулась церемонія виведення з обігу «Детройта» його ігрового номера 4.

## Статистика виступів в НБА
| † | Позначає сезон, в якому Джо Думарс ставав чемпіоном НБА |

### Регулярний сезон
| Сезон              | Команда            | GP    | GS  | MPG  | FG%  | 3P%  | FT%  | RPG | APG | SPG | BPG | PPG  |
| ------------------ | ------------------ | ----- | --- | ---- | ---- | ---- | ---- | --- | --- | --- | --- | ---- |
| 1985–86            | «Детройт Пістонс»  | 82    | 45  | 23.9 | .481 | .313 | .798 | 1.5 | 4.8 | 0.8 | 0.1 | 9.4  |
| 1986–87            | «Детройт Пістонс»  | 79    | 75  | 30.9 | .493 | .409 | .748 | 2.1 | 4.5 | 1.1 | 0.1 | 11.8 |
| 1987–88            | «Детройт Пістонс»  | 82    | 82  | 33.3 | .472 | .211 | .815 | 2.4 | 4.7 | 1.1 | 0.2 | 14.2 |
| 1988–89†           | «Детройт Пістонс»  | 69    | 67  | 34.9 | .505 | .483 | .850 | 2.5 | 5.7 | 0.9 | 0.1 | 17.2 |
| 1989–90†           | «Детройт Пістонс»  | 75    | 71  | 34.4 | .480 | .400 | .900 | 2.8 | 4.9 | 0.8 | 0.0 | 17.8 |
| 1990–91            | «Детройт Пістонс»  | 80    | 80  | 38.1 | .481 | .311 | .890 | 2.3 | 5.5 | 1.1 | 0.1 | 20.4 |
| 1991–92            | «Детройт Пістонс»  | 82    | 82  | 38.9 | .448 | .408 | .867 | 2.3 | 4.6 | 0.9 | 0.1 | 19.9 |
| 1992–93            | «Детройт Пістонс»  | 77    | 77  | 40.2 | .466 | .375 | .864 | 1.9 | 4.0 | 1.0 | 0.1 | 23.5 |
| 1993–94            | «Детройт Пістонс»  | 69    | 69  | 37.6 | .452 | .388 | .836 | 2.2 | 3.8 | 0.9 | 0.1 | 20.4 |
| 1994–95            | «Детройт Пістонс»  | 67    | 67  | 38.0 | .430 | .305 | .805 | 2.4 | 5.5 | 1.1 | 0.1 | 18.1 |
| 1995–96            | «Детройт Пістонс»  | 67    | 40  | 32.7 | .426 | .406 | .822 | 2.1 | 4.0 | 0.6 | 0.0 | 11.8 |
| 1996–97            | «Детройт Пістонс»  | 79    | 79  | 37.0 | .440 | .432 | .867 | 2.4 | 4.0 | 0.7 | 0.0 | 14.7 |
| 1997–98            | «Детройт Пістонс»  | 72    | 72  | 32.3 | .416 | .371 | .825 | 1.4 | 3.5 | 0.6 | 0.0 | 13.1 |
| 1998–99            | «Детройт Пістонс»  | 38    | 38  | 29.4 | .411 | .403 | .836 | 1.8 | 3.5 | 0.6 | 0.1 | 11.3 |
| Усього за кар'єру  | Усього за кар'єру  | 1,018 | 944 | 34.5 | .460 | .382 | .843 | 2.2 | 4.5 | 0.9 | 0.1 | 16.1 |
| В іграх усіх зірок | В іграх усіх зірок | 6     | 1   | 16.3 | .400 | .333 | .500 | 1.2 | 3.4 | 0.2 | 0.0 | 5.7  |

### Плей-оф
| Сезон             | Команда           | GP  | GS  | MPG  | FG%  | 3P%  | FT%   | RPG | APG | SPG | BPG | PPG  |
| ----------------- | ----------------- | --- | --- | ---- | ---- | ---- | ----- | --- | --- | --- | --- | ---- |
| 1986              | «Детройт Пістонс» | 4   | 4   | 36.8 | .610 |      | .667  | 3.3 | 6.3 | 1.0 | 0.0 | 15.0 |
| 1987              | «Детройт Пістонс» | 15  | 15  | 31.5 | .538 | .667 | .780  | 1.3 | 4.8 | 0.8 | 0.1 | 12.7 |
| 1988              | «Детройт Пістонс» | 23  | 23  | 35.0 | .457 | .333 | .889  | 2.2 | 4.9 | 0.6 | 0.1 | 12.3 |
| 1989†             | «Детройт Пістонс» | 17  | 17  | 36.5 | .455 | .083 | .861  | 2.6 | 5.6 | 0.7 | 0.1 | 17.6 |
| 1990†             | «Детройт Пістонс» | 20  | 20  | 37.7 | .458 | .263 | .876  | 2.2 | 4.8 | 1.1 | 0.0 | 18.2 |
| 1991              | «Детройт Пістонс» | 15  | 15  | 39.2 | .429 | .405 | .845  | 3.3 | 4.1 | 1.1 | 0.1 | 20.6 |
| 1992              | «Детройт Пістонс» | 5   | 5   | 44.2 | .471 | .500 | .789  | 1.6 | 3.2 | 1.0 | 0.2 | 16.8 |
| 1996              | «Детройт Пістонс» | 3   | 3   | 41.0 | .457 | .357 | 1.000 | 4.3 | 3.7 | 0.0 | 0.0 | 13.7 |
| 1997              | «Детройт Пістонс» | 5   | 5   | 42.8 | .361 | .261 | .950  | 1.8 | 2.0 | 1.0 | 0.0 | 13.8 |
| 1999              | «Детройт Пістонс» | 5   | 5   | 30.6 | .487 | .526 | 1.000 | 1.4 | 2.6 | 0.4 | 0.0 | 10.2 |
| Усього за кар'єру | Усього за кар'єру | 112 | 112 | 36.6 | .462 | .358 | .855  | 2.3 | 4.6 | 0.8 | 0.1 | 15.6 |

## Кар'єра спортивного функціонера
Перед початком сезону 2000—2001 був призначений на посаду Президента з баскетбольних операцій «Детройт Пістонс». За підсумками сезону 2002—2003 був визнаний Менеджером року в НБА. Побудував команду, яка 2004 року виграла титул чемпіона НБА, а 2005 року дійшла до фіналу НБА, в основному за рахунок гравців, які не підійшли іншим клубам. Він також став першим чорношкірим менеджером, якому вдалося стати чемпіоном ліги. У сезоні 2005—2006 «Детройт» встановив рекорд в історії клубу, здобувши 64 перемоги у сезоні. З 2003 по 2008 рік команда шість разів поспіль доходила до фіналу Східної конференції.
14 квітня 2014 року було оголошено, що Думарс покидає свою посаду по завершенню сезону і стає радником клубу.